# Milan Simonović
Milan Simonović (cyr. Милан Симоновић, ur. 17 sierpnia 1881 w Varvarinie – zm. 13 września 1940 w Belgradzie) – serbski i jugosłowiański prawnik i polityk, minister d.s. reformy rolnej, senator.

## Życiorys
Był synem stolarza Lazara Simonovicia. Ukończył studia prawnicze na Uniwersytecie Belgradzkim i podjął pracę w zawodzie adwokata. W 1896 zaangażował się w politykę i związał się z Narodową Partią Radykalną. W 1905 po raz pierwszy wystartował w wyborach do serbskiej Skupsztiny, ale nie zdobył mandatu. Sukcesem zakończył się jego start w wyborach do Konstytuanty w 1920, w której reprezentował okręg kruševacki. W parlamencie zasiadał w komisji ustawodawczej. 31 lipca 1923 objął stanowisko ministra d.s. reformy rolnej w gabinecie Nikoli Pašicia. Funkcję tę pełnił w trzech kolejnych gabinetach. W latach 1925–1926 pełnił funkcję ministra opieki społecznej. 1 lutego 1927 stanął na czele resortu handlu i przemysłu, którym kierował przez dwa miesiące. W 1928 minister wyznań i oświecenia publicznego w gabinecie Velimira Vukičevicia.
Poparł przewrót 6 stycznia 1929, który doprowadził do przejęcia pełni władzy przez króla Aleksandra. W 1931 otrzymał godność senatora, dwa lata później związał się z Jugosłowiańską Partią Narodową. W latach 1937–1938 kierował resortem sprawiedliwości w rządzie Milana Stojadinovicia. W 1938 wybrany do Skupsztiny, w następnym roku objął stanowisko przewodniczącego parlamentu. Zmarł w Belgradzie, pochowany na Nowym cmentarzu (Novo groblje).
Odznaczony Orderem Św. Sawy 1 kl. i serbskim Orderem Orła Białego 5 kl.